# جامع عباد الرحمن (الأنبار)
جامع عباد الرحمن من مساجد العراق الحديثة، ويقع في حي الشرطة قرب مدرسة صهيب الرومي، في قضاء الرمادي في محافظة الأنبار، والجامع مستلم من قبل ديوان الوقف السني في العراق وحالته مضبوطة، وبني في عام 1409 هـ/1989م، على نفقة المتبرع (عدنان مشعل جواد)، وتبلغ مساحتهُ 1700م2، ويحتوي الحرم على مصلى واسع تبلغ مساحته 1000م2، ويتسع لأكثر من 1000 مصل، وتقام في الجامع صلاة الجمعة وصلاة العيدين والصلوات الخمس.
ومقابل الحرم فسحة وحديقة، وتعلوهُ مئذنتين صغيرتين، وفيه غرفتين للإمام والخادم.